# 山口城
山口城（やまぐちじょう）是位在山口縣山口市的一座平城。別名山口屋形、山口政廳。幕末元治元年（1864年），毛利敬親將居城（藩廳）由萩城移轉至山口。明治以降，城內改為山口縣廳的敷地。表門以「舊山口藩廳門」被指定為山口縣指定有形文化財。

## 關連項目
- 长州藩
- 禁門之變

## 外部連結
- 山口県の文化財 （页面存档备份，存于）